# タイムゾーン (ゲーム)
タイムゾーン（Time Zone）は、1982年にシエラ・オンライン社から発売されたアドベンチャーゲーム。日本ではスタークラフト社が国内のパソコンに移植して販売した。

## 概要
シエラ・オンライン社のApple II用「ハイレゾ・アドベンチャーシリーズ」の一つ。同社シリーズ「ミステリーハウス」や「ウィザード&プリンセス」を制作したロバータ・ウィリアムズが、その集大成として制作したもので、そのボリュームはディスク6枚組（1Dを両面で使っていたので、実際は12枚相当）、総画面数1500枚を誇り、発売当時は解くのに一年かかると言われた。
あまりに内容が膨大かつ、シナリオが複雑多岐になったため、開発は困難を極め、一時はプログラミングが完全に膠着して、シエラオンライン社の経営自体に支障をきたす事態になったという。その穴埋めとして急遽制作されたのが、Apple II初のアダルトゲームとなった「ソフトポルノ」である。

## あらすじ
地球から遙か二千光年離れた惑星ネブロンのネブロン人は、遙か太古から地球の人類の進化を観察していた。そしてテクノロジーが高度に発達した西暦2085年、ネブロン星の独裁者マラドゥは、地球がもはや惑星ネブロンの脅威になりうると判断し、西暦1985年の地球に向けて地球を破壊する光線を発射しようとしていた。
ある朝、家を出て付近を散歩していたプレイヤーは、草原に着地しているタイムマシンを見つけた瞬間、昨夜の不思議な夢が夢ではなく自分に課せられた使命であることを自覚する。そしてタイムマシンに乗り込み、地球をネブロン人の攻撃から救うべく、時空の旅へと旅立つのであった。

## タイムマシン
タイムマシンの操縦方法はいたってシンプルで、二つあるダイヤルで時代と場所をそれぞれ設定して、レバーを引くだけである。また一つだけあるボタンを押すことで、現代の自宅に戻ることができる。
タイムマシンで移動できる時代、及び場所は以下の通り。
- BC4億年 - 先史時代
- BC1万年 - 石器時代
- BC50年代 - 中国、エジプト、ローマ、アラスカ、アンデス、オーストラリア
- AD1000年代 - アラビア、コンゴ、イギリス、アメリカ、ペルー、オーストラリア
- AD1400年代 - 日本、モロッコ、スペイン、アメリカ、アンデス、オーストラリア
- AD1700年代 - ロシア、象牙海岸、パリ、フィラデルフィア、アマゾン、オーストラリア
- 現代 - 自宅
- AD2085年 - 東京、エジプト、ロンドン、ロサンゼルス、ブエノスアイレス、シドニー
- AD4085年 - 惑星ネブロン
- 全時代共通 - 南極

注意事項として、その時代には存在し得ない未来のアイテムを持ったままで過去に移動すると、そのアイテムは消失してしまう。